# Felipinho Ravis
Felipe Rangel Garcia (Belford Roxo, 13 de maio de 1988), mais conhecido como Felipinho Ravis, é um político brasileiro filiado ao Solidariedade. É deputado estadual do Rio de Janeiro.
Nas eleições de 2016, foi eleito vereador de Nova Iguaçu pela primeira vez pelo Partido Social Cristão (PSC) com 3.891 votos.
Em 2020, foi reeleito vereador pelo Solidariedade com 10.962 votos, sendo o mais votado do município.
Em 2022, foi eleito deputado estadual com 47.105 votos.
Em fevereiro de 2024, votou a favor do fim do afastamento da deputada Lucinha, determinado pelo Tribunal de Justiça do estado por ela ser acusada de possuir ligações com milicianos. Ravis foi escolhido como relator do processo que pode levar à cassação da deputada.
Em 15 de julho de 2024, foi nomeado pelo governador do Rio de Janeiro Cláudio Castro como secretário de Trabalho e Renda do estado.
O político tem pelo menos seis condenações em processos trabalhistas e indenizou ex-funcionários. As sentenças mostram que a empresa dele não assinava carteira e não pagava benefícios.